# Apricenaichthys italicus
Apricenaichthys italicus è un pesce osseo estinto, appartenente ai polimixiiformi. Visse nel Cretaceo superiore (Santoniano, circa 85 milioni di anni fa) e i suoi resti fossili sono stati ritrovati in Italia.

## Descrizione
Questo piccolo pesce non raggiungeva i 5 centimetri di lunghezza e possedeva un corpo compatto, con il muso corto e smussato. Le ossa frontali erano corte e ampie. Le ossa parietali erano allungate e terminavano in una punta che permetteva il contatto tra le due ossa. La cresta supraoccipitale era mediamente sviluppata, mentre la fossa temporale era aperta. L'orbitosfenoide e il pleurosfenoide erano molto ridotti, mentre le mascelle erano prive di denti. La mandibola era corta, alta e articolata con il quadrato all'altezza della metà dell'orbita. Le ossa infraorbitali erano piccole. Il preopercolare era dotato di un ramo ventrale corto. Erano presenti quattro raggi branchiostegali. La pinna dorsale possedeva tre o quattro spine e 20 raggi molli, analogamente alla pinna anale che possedeva però 15 raggi molli. La prima vertebra preurale e la prima urale erano dotate di uno scudo. Le scaglie erano cicloidi.

## Classificazione
Apricenaichthys è un rappresentante dei polimixiiformi, un gruppo di pesci noto fin dal Cretaceo ma ancora rappresentato attualmente. Non sono chiare le parentele di Apricenaichthys all'interno del gruppo, ma sembra che questo genere fosse l'unico, insieme a Berycopsis, a possedere la condizione medio-parietale primitiva, con le ossa in contatto. Altri pesci forse simili sono Cumbaaichthys e Omosomopsis.
Apricenaichthys italicus venne descritto per la prima volta nel 2011, sulla base di resti fossili ritrovati in Puglia, nella zona di Apricena.  